# Waldkapelle Zum anklopfenden Christus

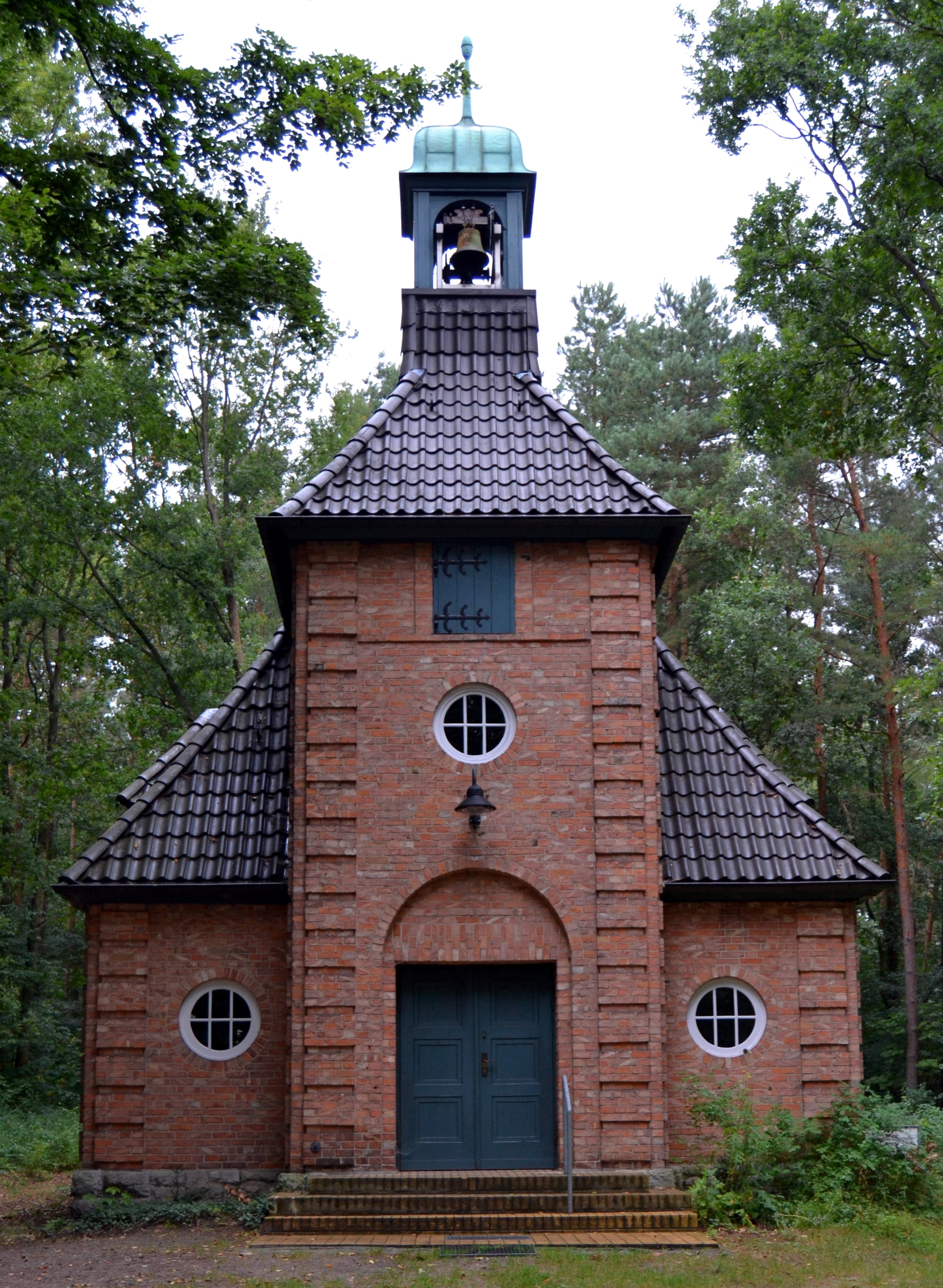
Waldkapelle

Die evangelische, denkmalgeschützte Waldkapelle Zum anklopfenden Christus im Berliner Ortsteil Rahnsdorf des Bezirks Treptow-Köpenick entstand nach einem Entwurf der Architekten Peter Jürgensen und Jürgen Bachmann. Im Stil klingt zwar die beginnende Moderne an, es gibt aber Reminiszenzen an den Historismus. Die Kapelle wurde am 22. Mai 1910 eingeweiht.

## Lage
Das Bauwerk in der Waldstraße in Hessenwinkel befindet sich in einem kleinen Waldgebiet, das sich entlang der genannten Straße in nordöstlicher Richtung erstreckt. Unmittelbar um die Kapelle wurden Bäume gepflanzt, die als Ereignisbäume bezeichnet werden. Zahlreiche kleine Messingschilder, am Stamm und an den großen von unten erreichbaren Ästen angeschraubt, erinnern an besondere Ereignisse von Privatpersonen.

## Geschichte

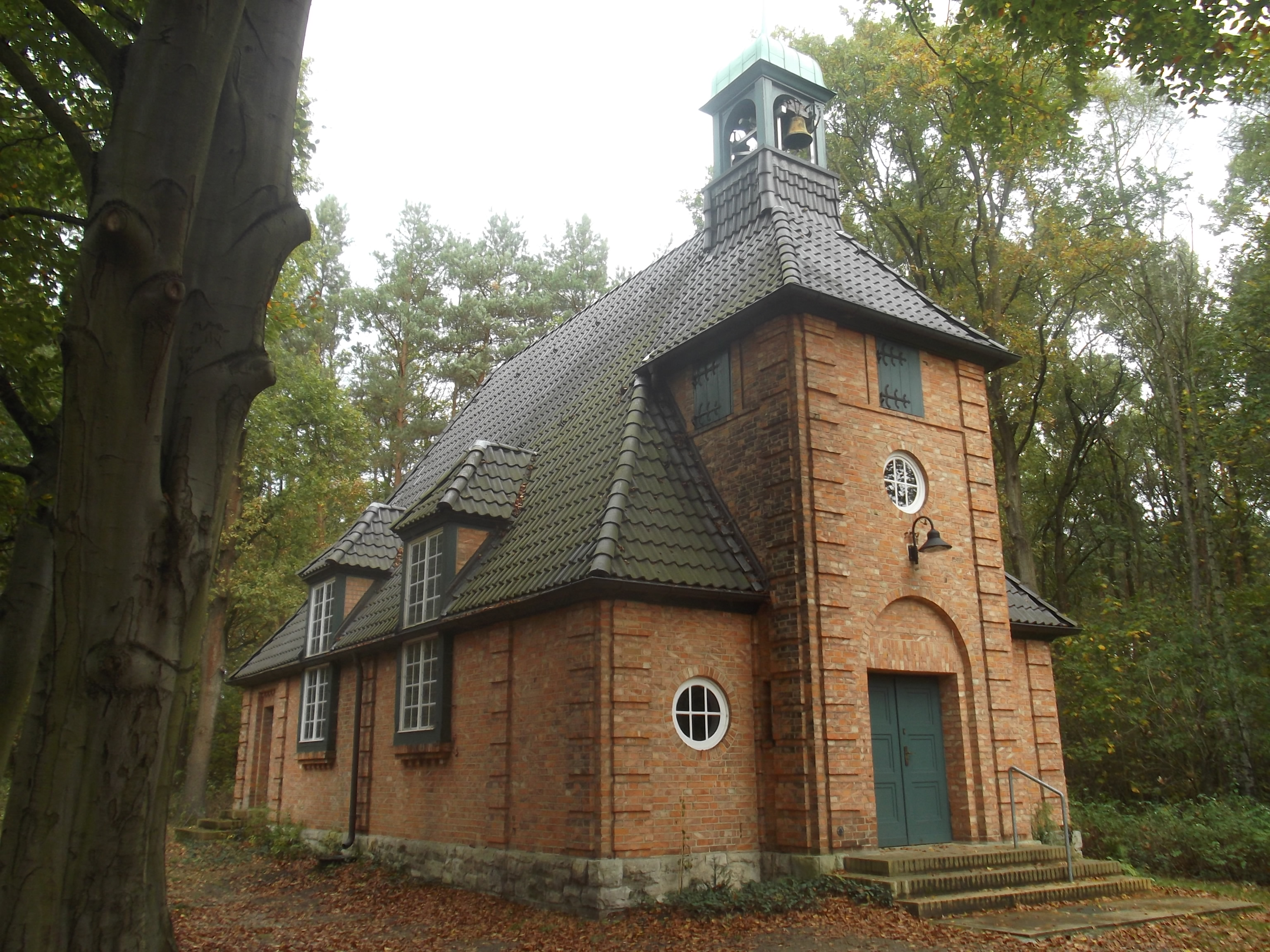
Seitenansicht

Die Besiedlung am Rande des Dämeritzsees begann 1744 mit der Anlage des Gutes Haselwinkel. Ausgang des 19. Jahrhunderts verkaufte der preußische Forstfiskus am Nordufer Parzellen, sodass in dem Gebiet die Villenkolonie Hessenwinkel entstand. Wohlhabende Bürger sorgten durch Spenden dafür, dass eine kleine Kapelle gebaut wurde, die ursprünglich inmitten weiterer geplanter, aber nicht mehr realisierter Häuser stehen sollte. Die Kirchweihe fand am 22. Mai 1910 statt. Der Name der Kapelle bezieht sich auf eine Aussage aus der Offenbarung des Johannes (Offb 3,20 ): „Siehe, ich stehe vor der Tür und klopfe an. Wer meine Stimme hört und die Tür öffnet, bei dem werde ich eintreten.“
Die Zeitläufte wie auch den Ersten und Zweiten Weltkrieg überstand die Kapelle unbeschädigt. 1945 wurde der Altar entfernt und die Fresken an der Stirnwand zur Apsis übermalt. Jahrzehntelang wurde für die Instandhaltung der Waldkapelle nichts getan, bis ihre Nutzung nicht mehr möglich war. Der Gemeindekirchenrat der Kirchengemeinde Rahnsdorf, zu ihr gehörten neben der Dorfkirche noch die Taborkirche in Wilhelmshagen und das nach Johann Hinrich Wichern benannte Gemeindezentrum am Püttberge Weg 82–84 in Rahnsdorf, wollte die Waldkapelle aufgeben, weil es keine Unterstützung der Landeskirche, des Evangelischen Kirchenkreises Lichtenberg-Oberspree oder staatlicher Stellen für die Instandhaltung gab.
Erst die deutsche Wiedervereinigung mit allen politischen, verwaltungstechnischen und organisatorischen Änderungen führte zu einem Umdenken. Insbesondere die Aktivitäten des Landeskonservators Helmut Engel, ein Mitglied der Gemeinde, waren erfolgreich: Er sammelte ab 1994 Spenden in Höhe von insgesamt 130.000 Mark von Einzelpersonen, Firmen und der Wolfgang-Langguth-Stiftung. Am 28. September 1997 wurde die Kapelle wieder eingeweiht. Die Kollekte der Gedenkfeier in der Waldkapelle Berlin-Hessenwinkel am 11. August 2008 für den verstorbenen Justizoberrat Gustav-Adolf Lübchen (1930–2008) dienten ebenfalls dem Erhalt des kirchlichen Baudenkmals.
Infolge Befalls von Holzschädlingen im Laufe der Zeit war 2002 eine Holzschädlingsbekämpfung erforderlich. 2003 konnte ein Teil der Fresken freigelegt und der Altar aus Eschenholz rekonstruiert werden.

## Namensgebung
Der Bezug zum Leben Christi im Namen der Kapelle wurde erst nach 1990 hergestellt. Nach ihrer Weihe hieß das kleine Gotteshaus einfach Waldkirche. Der Name wurde nach der Szene vom Wandbild im Chorraum neu vergeben.

## Baubeschreibung
Die kleine rechteckige Saalkirche, ihr ist ein Anbau für die Sakristei angefügt, ist ein mit hellroten Ziegeln verblendeter Mauerwerksbau. Die Ecken der Wände haben gequaderte Lisenen. Das Kirchenschiff trägt innen ein hölzernes Tonnengewölbe, außen ein Zwerchhaus mit abgewalmtem Satteldach. Was wie ein Turm aussieht, ist ein Risalit, der vor den Baukörper des Kirchenschiffs unter dem Krüppelwalm gestellt ist. Bedeckt ist er mit einem Dachreiter, der eine offene hölzerne Laterne mit einer kupfernen Haube als Glockenstuhl trägt. Hier hängt eine kleine Bronzeglocke.
Der Vorraum hat zwei runde Fenster, über dem rundbogigen Portal befindet sich ein weiteres Rundfenster. Über der Kirchentür stand anfangs auf einem hölzernen Schild der Heilandsruf aus dem Matthäus-Evangelium (Matthäus 11,28 ) als Einladung für alle Besucher: „Kommt her zu mir, die ihr mühselig und beladen seid, ich will euch erquicken.“

## Ausstattung

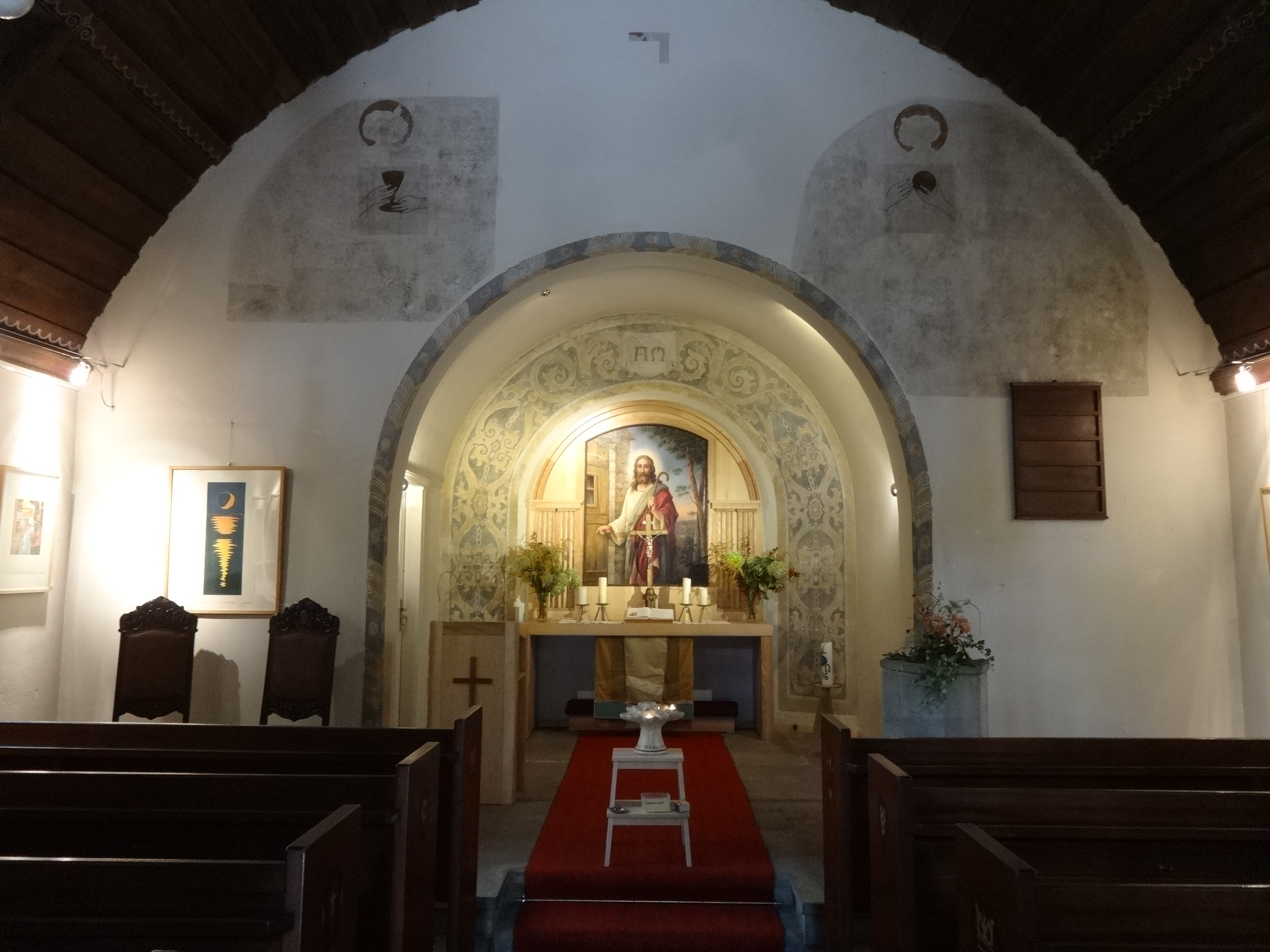
Blick in die Apsis

Das Innere wurde in den 1960er Jahren nach dem damaligen Zeitgeschmack umgestaltet. Der ursprüngliche Altar aus Sandstein, wie auch die hölzerne Kanzel und die klassizistische Ausmalung wurden entfernt. Seit 2003 steht in der Apsis eine Altar-Nachbildung aus Eschenholz. Dahinter befindet sich in einer rankenbemalten Nische das erneuerte Bildnis von Jesus Christus, der an eine Tür klopft. Im Bildhintergrund ist eine typische brandenburgische Landschaft zu erkennen, eine Reminiszenz des Malers an die Region. An der westlichen Stirnseite des Kirchenschiffs sind Reste früherer Fresken zu erkennen. Die ursprüngliche Ausmalung wird dem Betrachter durch darüber angebrachte, durchsichtige Kunststoffplatten nähergebracht, auf denen die überlieferte Bemalung angebracht ist. Auf der achteckigen, steinernen Fünte ist ein Spruch aus dem Matthäus-Evangelium eingemeißelt (Matthäus 19,14 ): „Lasset die Kindlein zu mir kommen und wehret ihnen nicht, denn solcher ist das Reich Gottes“. Die originale nördlichen und südlichen Fenster im Kirchenschiff sind nicht mehr erhalten, weil sie im 20. Jahrhundert durch Vandalismus zerstört wurden. Sie erhielten eine neue Gestaltung aus farbkräftigem Buntglas, in denen abstrakte Szenen aus der Bibel, aber auch Gegenstände aus dem ländlichen Leben wie eine Rebe oder ein Huhn eingelassen sind. An der westlichen Wand des Kirchenschiffs erinnern ein Kranz und eine Tafel an Renate Engel, die am 14. Juni 1936 in der Kapelle getauft wurde. Engel war Gründungsmitglied des Vereins Bürger für Rahnsdorf und setzte sich für den Erhalt des Bauwerks ein. Die Treppe links führt zur Empore, auf der ein Harmonium steht. Eine Flügeltür führt in den Gottesdienstraum, der etwa 80 Personen Platz bietet.